# 袁鳳彩
袁鳳彩，河南商丘人。清朝政治人物、進士出身。

## 生平
順治三年，登進士。授朝邑縣知縣。